# Operation: Mindcrime II
Az Operation: Mindcrime II az amerikai Queensrÿche együttes kilencedik nagylemeze, mely 2006-ban jelent meg. A konceptalbum a legendás 1988-as első rész (Operation: Mindcrime) folytatása. Az albumot a Rhino Entertainment kiadó adta ki, mely nem mindenhol jött ki egyidőben: Észak-Amerikában április 4-én, Japánban március 29-én, Németországban március 31-én, a világ többi táján április 3-án jelent meg. 
Mary szerepében megintcsak Pamela Moore hallható, míg Dr.X-et Ronnie James Dio testesítette meg. Érdekesség, hogy a The Hands című dalban Geoff Tate lánya Miranda Tate is hallható háttérvokálosként.  
Az albumot óriási várakozás előzte meg, és a rajongók többségének nem okozott csalódást, noha a többség szerint nem ér fel az első részhez. Zeneileg az előd továbbgondolása, de itt valamelyest több a nagyzenekari rész. Kislemezként a The Hands-et és az I'm American-t adták ki.  
A lemez kereskedelmileg is sikeres lett. A Billboard listáján a 14. helyen nyitott.
Az egész albumot előadták - az első résszel együtt - a 2006/2007-es turné alkalmával.

## Sztori
Nikki 18 évet húzott le a börtönben, azt sem egészen tudván, miért van ott, mivel a drogoknak köszönhetően szinte semmire nem emlékszik. Nem tudja, hogy ő ölt meg egy halom embert Dr.X hatására - de nap mint nap a tévét bámulva látja Dr.X politikusi felemelkedését és valahogy sejti, hogy ez az ember tehet életének zsákutcába jutásáról, valamint szerelme, Mary elvesztéséről. Miután szabadlábra kerül, tévéreklámok által befolyásolt agyával úgy hiszi, bármit megtehet, elvégre ő is amerikai (I'm American), mindazonáltal a régi keserűség dolgozok benne, és látja, hogy a politikai-társadalmi helyzet most is ugyanolyan rossz. A One Foot In Hell-ben körvonalazódik, hogy mit is akar Nikki kezdeni az életével: bosszút állni Mary gyilkosain.
A Hostage visszaemlékezés a bírósági tárgyalásra, ahol hiába is mondott bármit, őrültnek és bűnösnek vélték. Aztán a The Hands-szel elkezdődik a Dr.X utáni kutatás, bár ebben a dalban és a Speed of Light-ban visszaemlékezések is vannak, illetve mindaz ami lezajlik Nikki lelkében, ahogy visszatér az életbe, s rácsodálkozik a világban végbement változásokra. Nikki lelkiismerete innentől kezdve sokszor Mary nővér hangján szólal meg. A Signs Say Go-ban végképp belelovalja magát a bosszúba, lázasan keresve a doktor nyomát. A Re-Arrange You-ban rá is lel, a The Chase-ben pedig tanúi lehetünk találkozásuknak. Dr.X, akinek a hatalma az eltelt évek alatt csak nőtt, a legkevésbé sem látszik megijedni, keményen Nikki szemébe vágja, hogy nélküle senki volna, ő adott célt az életének, ő volt a mozgató, s Nikki a báb, aki úgysem meri megtenni, amiért jött - ám a pisztoly ravaszán mégiscsak Nikki újja van.... Benne viszont felébred a lelkiismeret, s megkérdőjelezi tette, a gyilkosság jogosságát, helyességét. Fejében egymás ellen beszélnek a hangok: gyilkos vagy sem, gyilkolt-e már vagy sem?
Nem hangzik lövés, de sejthető, hogy Nikki végez a doktorral. Vagy mégsem? Hiszen a Circles-ben már kételyektől terhelt aggyal, frusztráltan járkál körbe-körbe. Az If I Could Change It All-ban Maryvel beszélget magában, az An Intentional Confrontation-ben pedig már önmagát marcangolja. Úgyvéli, hogy életének semmi célja, ezért az öngyilkosság gondolata foglalkoztatja a A Junkie's Blues-ban. Őrjítő gondolatai közt hányódva, önsajnálattal telve a Fear City Slide-ban már saját maga ellen fordítaná a  fegyvert, de a fejében nem minden hang mondja azt, hogy tegye meg. S végül az All the Promises-ben Nikki és Mary megvallják egymásnak, hogy igazán csak akkor érezték magukat erősnek, élőnek, boldognak mikor együtt voltak. Hogy mindezt hol és hogyan mondják? Nikki újabb álmában? Vagy talán odaát, ahova a holtak lelke kerül?
Erre a rejtélyre a turné adott választ.

## Számlista
1. "Freiheit Ouvertüre" (Jackson, Slater, Stone) –  1:35
2. "Convict" (Geoff Tate) – 0:08
3. "I'm American" (Slater, Stone, Tate) – 2:53
4. "One Foot In Hell" (Slater, Stone, Tate) – 4:12
5. "Hostage" (Jackson, Tate, Wilton) – 4:29
6. "The Hands" (Slater, Tate, Wilton) – 4:36
7. "Speed of Light" (Slater, Stone, Tate) – 3:12
8. "Signs Say Go" (Slater, Stone, Tate) – 3:16
9. "Re-Arrange You" (Slater, Stone, Tate) – 3:11
10. "The Chase" (Slater, Stone, Tate) – 3:09
11. "Murderer?" (Slater, Tate, Wilton) – 4:33
12. "Circles" (Jackson, Slater, Tate) – 2:58
13. "If I Could Change It All" (Slater, Stone, Tate) – 4:27
14. "An Intentional Confrontation" (Slater, Stone, Tate) – 2:32
15. "A Junkie's Blues" (Slater, Stone, Tate) – 3:41
16. "Fear City Slide" (Slater, Stone, Tate) – 4:58
17. "All the Promises" (Slater, Stone, Tate) – 5:10

## Közreműködők

### Zenekar
- Geoff Tate - ének
- Michael Wilton - gitár
- Mike Stone - gitár, vokál
- Eddie Jackson - basszusgitár, vokál
- Scott Rockenfield - dob

továbbá
- Miranda Tate - háttérvokál a "The Hands" című dalban.

### Szereplők
- Ronnie James Dio - Dr. X
- Pamela Moore - Sister Mary

### Production
- Jason Slater - producer és keverés
- Ashif Hakik - nagyzenekari vezénylet
- John Greenham - masztering

## Helyezések
Album - Billboard (Észak Amerika)
| Év   | Cím                 | Pozíció |
| ---- | ------------------- | ------- |
| 2006 | The Billboard 200   | 14      |
| 2006 | Top Internet Albums | 14      |

## Külső hivatkozások
- Official web page
- Review of Operation:Mindcrime II